# 李純元
李純元（1577年—？年），字長叔，號增華，湖廣承天府景陵縣人，明朝官員。

## 生平
庚子湖广鄉試十五名舉人，萬曆三十八年（1610年）庚戌科會試一百三十九名，第二甲第十八名進士。吏部觀政，授工部屯田司主事，管臺基廠，四十三年陞都水司員外郎，管節慎庫，四十四年陞都水司郎中，調营繕司，四十六年陞陝西參議，告病。

## 家族
曾祖李靳；祖父李珂，庠生。父李登，萬曆元年癸酉科解元，中庚辰進士，官至大理寺評事。前母延氏；母譚氏。永感下。兄純臣；純忠；純湛（庠生）；純心（庠生）；純仁，弟純素（庠生）。子李為谿；李成蹊。